# RollerCoaster Tycoon 2
RollerCoaster Tycoon 2 là một game mô phỏng xây dựng và quản lý mô phỏng việc quản lý công viên giải trí do hãng Chris Sawyer Productions phát triển và Infogrames phát hành vào tháng 10 năm 2002 như là phần tiếp theo của RollerCoaster Tycoon và là phần thứ hai trong dòng game RollerCoaster Tycoon. Các tính năng và bản mở rộng sau đó đã được chuyển sang cho RollerCoaster Tycoon Classic vào năm 2017.

## Lối chơi

Hình chụp màn hình trong RollerCoaster Tycoon 2 hiển thị giao diện người dùng và một số mẫu tàu lượn

RollerCoaster Tycoon 2 giao cho người chơi nhiệm vụ quản lý các công viên giải trí trong các tình huống khác nhau với mục tiêu giúp họ thành công theo những cách khác nhau. Game quay trở lại kiểu đồ họa isometric đã ra mắt với người tiền nhiệm, cho phép mức độ tương thích lớn. Nhiều điểm vui chơi khác nhau, bao gồm cưỡi tàu lượn, tàu lượn nhẹ, tàu lượn cảm giác mạnh, tàu lượn siêu tốc, tàu trượt nước, và cửa hàng hoặc quầy hàng, có thể được thêm vào công viên cũng như cảnh quan và trang trí. Người chơi đáp ứng nhu cầu của du khách bằng cách xây dựng quầy hàng thực phẩm, phòng tắm và cửa hàng lưu niệm cũng như các cơ sở và dịch vụ, chẳng hạn như ATM và quầy thông tin. Người chơi phải cân đối ngân sách chi tiêu và thu nhập của mình trong quá trình xây dựng công viên.
Một điểm khác biệt đáng chú ý so với RollerCoaster Tycoon là một hệ thống mạnh mẽ hơn cho các loại công trình xây dựng, cho phép người chơi có thể sắp đặt từng mảnh tường và mái nhà riêng lẻ. Trò chơi cung cấp sự linh hoạt cao hơn bằng cách cho phép các mảnh phong cảnh, tàu lượn và công trình khác được đặt ở các độ cao khác nhau trên và dưới mặt đất. Các cơ chế trong phiên bản tiền nhiệm làm cho việc xây dựng tòa nhà tùy chỉnh kém hiệu quả hơn, và các loại tàu lượn và cửa hàng trước đây không thể xây dựng ở các độ cao khác nhau; trong phiên bản đó, chỉ những tàu lượn có đường ray mới có thể được xây dựng dưới lòng đất, vì phần đầu tiên của bất kỳ loại tàu lượn nào đều phải đặt trên mặt đất. Nhiều loại tàu lượn từ RollerCoaster Tycoon nguyên gốc đã được sửa đổi và/hoặc đổi tên. Một số mẫu thiết kế tàu lượn cũ thì được hợp nhất với những loại khác.
Các mục phong cảnh do người dùng tạo ra lần đầu tiên trong phiên bản này. 'Máy ủi' cho phép người chơi loại bỏ nhiều cảnh vật thay vì chỉ một mảnh mỗi lần. Một công cụ tạo màn được giới thiệu, cho phép người chơi tạo các kịch bản của riêng họ, tạo cảnh quan, đặt mục tiêu và chọn các mẫu tàu lượn và cảnh vật có sẵn. Người chơi có thể thực hiện và thử nghiệm tàu lượn siêu tốc của riêng mình rồi lưu chúng cho việc sử dụng ở các màn khác với Roller Coaster Designer, và trò chơi bao gồm quảng cáo được cấp phép bởi Six Flags bao gồm nội dung và kịch bản của riêng mình dựa trên năm phân nhánh công viên giải trí, gồm có Magic Mountain, Great Adventure và Over Texas. Walibi Holland và Walibi Belgium cũng thuộc các thương hiệu Six Flags trong quá trình phát triển, và cũng được đưa vào. Nhiều mẫu tàu lượn phổ biến trong các công viên giải trí Six Flags có thể được sử dụng trong các màn kịch bản khác, nhưng bị khóa việc chỉnh sửa. Trò chơi cũng chứa nhiều chủ đề và âm nhạc mới cho các điểm tham quan. AI của khách được cải tiến từ phiên bản gốc, cho phép tạo ra các khu vực được lót đường có kiểu dáng phức tạp hơn.
Tất cả các màn kịch bản trong RollerCoaster Tycoon 2 đều có sẵn ở lần ra mắt đầu tiên (tương phản với hệ thống mở khóa của RollerCoaster Tycoon), và chúng được chia thành năm tab thư mục: Beginner, Challenging, Expert, Real, và Other. Tab 'Real' chứa các công viên Six Flags được xây dựng sẵn, trong khi tab 'Other' chứa các phiên bản trống của chúng. Khi tạo một kịch bản, người chơi có thể lưu vào bất kỳ tab nào. Giống như trò chơi trước, người chơi có thể tải lên các mẫu đường ray tàu lượn đã lưu của họ lên 'Ride Exchange' hiện không còn tồn tại. Những mẫu thiết kế đường ray tàu lượn từ cả hai phiên bản về sau đều có thể được nhập vào RollerCoaster Tycoon 3, nơi chúng không còn bị khóa đối với các chế độ xem isometric.

## Phát triển

Hình chụp màn hình của trình OpenRCT2 tái cài đặt mã nguồn mở, hiển thị giao diện người dùng

RollerCoaster Tycoon 2 được phát triển bởi Chris Sawyer là người đã tự mình thiết kế và lập trình game bằng hợp ngữ. Một số phần của trò chơi được dựa trên những nỗ lực để phát triển một phiên bản mới của Transport Tycoon, mà Sawyer từng làm từ đầu năm 1996. Trò chơi sau đó được Infogrames phát hành lần đầu vào ngày 15 tháng 10 năm 2002. Bản vá lỗi phần mềm mới nhất được phát hành vào năm 2011.
Vào tháng 4 năm 2014, một dự án mã nguồn mở, gọi là OpenRCT2, đã được triển khai nhằm tăng cường lối chơi của RollerCoaster Tycoon 2, bao gồm sửa lỗi và cho phép game chạy mượt mà trên macOS và Linux. Để tạo một bản sao chính xác, trò chơi dần dần được thiết kế đảo ngược và viết lại bằng ngôn ngữ lập trình C. Tính năng OpenRCT2 làm giảm các hạn chế so với bản gốc, cho phép người chơi dễ dàng tạo ra các công viên lớn hơn và phức tạp hơn.

## Phát hành
Giống như phần đầu tiên, hai bản mở rộng đã được phát hành cho Roller Coaster Tycoon 2, bao gồm các mẫu tàu lượn, phương tiện và kịch bản mới. Bản đầu tiên, Wacky Worlds, được phát hành vào tháng 5 năm 2003, bản thứ hai, Time Twister, được phát hành vào tháng 11 năm 2003. Mỗi bản đều dựa trên các chủ đề và không có bất kỳ sự tham gia nào từ nhà sáng tạo dòng game Chris Sawyer. Thay vào đó, cả hai bản mở rộng được phát triển bởi Frontier Developments, là hãng đã phát triển bản Xbox port từ bản gốc, và sẽ tiếp tục phát triển toàn bộ RollerCoaster Tycoon 3 và người kế thừa tinh thần của nó, Planet Coaster.
Trong khoảng thời gian phát hành Time Twister; Atari đã phát hành RollerCoaster Tycoon 2: Combo Park Pack, đây là một bản tổng hợp của bản gốc và Wacky Worlds trên các đĩa riêng biệt. Điều này đã được tiếp nối vào năm 2004 với việc phát hành RollerCoaster Tycoon 2: Triple Thrill Pack, đây là một bản tổng hợp của bản gốc và cả hai bản mở rộng trên một đĩa. Triple Thrill Pack về sau đều được phát hành trên các nền tảng phân phối kỹ thuật số như GOG.com và Steam. Tháng 7 năm 2014, các phiên bản này đã được cập nhật để bao gồm các bản được bản địa hóa ngôn ngữ châu Âu, trước đây có sẵn dưới dạng các phiên bản bán lẻ riêng biệt.

## Đón nhận
Dan Adams của IGN đã chấm cho Roller Coaster Tycoon 2 8/10 điểm, ca ngợi trò chơi về việc bổ sung các màn kịch bản và công cụ tạo mẫu tàu lượn, cũng như xứng đáng về giá trị. Brett Todd của GameSpot cho 7/10 điểm, ca ngợi trò chơi về phần âm thanh "sâu sắc hơn" và những công cụ mới mẻ, của nó, nhưng chỉ trích trò chơi không giải quyết được nhiều vấn đề của phần đầu tiên. Greg Bemis của X-Play thuộc TechTV thì khen ngợi game vì những cải tiến trong tùy biến nhưng chỉ trích trò chơi thiếu chế độ sandbox. Martin Taylor của Eurogamer ca ngợi game vì đã đưa vào các kịch bản dựa trên các công viên Six Flags thực tế nhưng chỉ trích đồ họa lỗi thời của trò chơi, trái ngược với SimCity 4. Taylor còn chỉ tích công cụ tạo màn chơi kịch bản vì các công cụ lỗi thời của nó, thích rằng nó sẽ bị loại bỏ miễn phí cho phần đầu tiên.
Một lời chỉ trích lớn hơn nữa dành cho RollerCoaster Tycoon 2 tại thời điểm phát hành là game engine và giao diện trò chơi gần giống với phần đầu tiên, với những cải tiến nhỏ về đồ họa, như nhiều hình ảnh hơn cho toa xe tàu lượn, cho phép ảnh động trở nên mượt mà hơn. Dana Jongewaard của Computer Gaming World cho rằng trò chơi cần "các nút quay lại phù hợp cho giao diện" sẽ giúp "tiết kiệm rất nhiều thời gian dành cho việc đóng và mở lại các cửa sổ" và nói rằng "sự chuyển đổi từ 2D sang 3D sẽ là một cách tuyệt vời để trưng bày những chiếc tàu lượn mới toanh này."

### Doanh số
Trước khi phát hành RollerCoaster Tycoon 2, doanh số toàn cầu của dòng game RollerCoaster Tycoon đã vượt qua 6 triệu bản, bao gồm hơn 4 triệu bản ở Bắc Mỹ. Thành công này đã khiến Dan Adams của IGN gọi phần tiếp theo là "về cơ bản là một kết luận tất yếu". Doanh số bán hàng kết hợp của sê-ri—bao gồm cả những phiên bản của RollerCoaster Tycoon 2, Wacky Worlds và Time Twister—đã tăng lên 7 triệu bản vào tháng 4 năm 2004. The NPD Group đã tuyên bố Rollercoaster Tycoon 2 là trò chơi máy tính bán chạy thứ 10 năm 2002, và bán chạy thứ 12 năm 2003.
Tại nước Mỹ, RollerCoaster Tycoon 2 đã bán được 940.000 bản và kiếm được 21,6 triệu đô la vào tháng 8 năm 2006. Edge đã xếp hạng nó là tựa game máy tính bán chạy thứ tám của quốc gia được phát hành từ tháng 1 năm 2000 đến tháng 8 năm 2006 và là phiên bản RollerCoaster Tycoon bán chạy nhất trong giai đoạn đó. RollerCoaster Tycoon 2 cũng nhận được giải thưởng doanh số "Vàng" từ Entertainment and Leisure Software Publishers Association (ELSPA), cho thấy doanh số ít nhất 200.000 bản tại Vương quốc Anh.

## Di sản
Một số mẫu tàu lượn siêu tốc do người dùng tạo ra đã nhận được sự chú ý của giới truyền thông sau khi đoạn phim về chúng được đăng trên nhiều diễn đàn hình ảnh và truyền thông xã hội. Dòng game RollerCoaster Tycoon đã tạo ra cả một trào lưu Internet phổ biến dựa trên một loạt các bài đăng được thực hiện vào năm 2012 trên 4chan với một mẫu tàu lửa ma chậm chạp dài 30,696 ft được thực hiện trong RCT2 mang tên "Mr. Bones' Wild Ride" mất bốn năm trong game mới hoàn thành, dẫn dắt hành khách trong trò chơi thể hiện câu "Tôi muốn xuống khỏi chuyến tàu Mr. Bones Wild Ride". Khi kết thúc chuyến đi, các hành khách sau đó được chào đón bởi một bộ xương chống đỡ với chiếc mũ trên đầu, qua một dấu hiệu cho biết "Chuyến đi không bao giờ kết thúc". Cả hai giai thoại này đều trở thành những trào lưu nổi tiếng.

### OpenRCT2
Tháng 4 năm 2014, một dự án phần mềm mã nguồn mở mang tên OpenRCT2, được đưa ra để cải thiện lối chơi của RollerCoaster Tycoon 2, bao gồm sửa lỗi và cho phép trò chơi chạy nguyên bản trên macOS và Linux. Dự án tái tạo lối chơi của RollerCoaster Tycoon 2 với những thay đổi nhỏ, chẳng hạn như hỗ trợ độ phân giải độ nét cao, loại bỏ các hạn chế phần mềm trên công viên và cải thiện cơ chế tìm đường.